# Herrarnas stafett vid världsmästerskapen i skidskytte 2012
Herrarnas stafett vid Skidskytte-VM 2012 avgöjordes fredagen den 9 mars 2012 vid Chiemgau-Arena i Ruhpolding, Tyskland. 
Detta var herrarnas näst sista tävling vid dessa världsmästerskap. Distansen var 4 x 7,5 km. Totalt åtta skjutningar; fyra liggande och fyra stående. Varje åkare hade fem ordinarie skott + tre extraskott på sig att skjuta ner de fem målen. Om det fortfarande fanns icke träffade prickar kvar efter totalt åtta skott blev det straffrunda (-or).
Norge vann stafetten, 29,7 sekunder före tvåan Frankrike och 53 sekunder före trean Tyskland.

## Tidigare världsmästare i stafett
| År   | Ort             | Mästare         |
| ---- | --------------- | --------------- |
| 2007 | Antholz         | Ryssland        |
| 2008 | Östersund       | Ryssland        |
| 2009 | Pyeongchang     | Norge           |
| 2010 | Chanty-Mansijsk | Tävlades inte i |
| 2011 | Chanty-Mansijsk | Norge           |

## Resultat
| Plats | Nation    | Namn                                                                 | Straffrundor + extraskott (ligg - stå) | Tid       |
| ----- | --------- | -------------------------------------------------------------------- | -------------------------------------- | --------- |
| 1     | Norge     | Ole Einar Bjørndalen Rune Brattsveen Tarjei Bø Emil Hegle Svendsen   | 0 13 00 02 01 01 00 00                 | 1:17.26,8 |
| 2     | Frankrike | Jean-Guillaume Béatrix Simon Fourcade Alexis Bœuf Martin Fourcade    | 01 01 01 03 01 00 02 03                | +29,7     |
| 3     | Tyskland  | Simon Schempp Andreas Birnbacher Michael Greis Arnd Peiffer          | 0 01 01 03 02 00 01 02                 | +53,0     |
| 4     | Italien   | Christian de Lorenzi Markus Windisch Dominik Windisch Lukas Hofer    | 02 01 01 02 02 01 00 01                | +1.28,9   |
| 5     | Österrike | Simon Eder Christoph Sumann Daniel Mesotitsch Dominik Landertinger   | 0 00 01 00 00 00 00 02                 | +1.38,9   |
| 6     | Ryssland  | Anton Sjipulin Andrej Makovejev Jevgenij Garanitjev Dmitrij Malysjko | 01 01 01 01 02 13 03 00                | +1.44,1   |
| 7     | Schweiz   | Ivan Joller Benjamin Weger Claudio Böckli Simon Hallenbarter         | 02 02 02 00 03 03 00 01                | +2.00,4   |
| 8     | Ukraina   | Serhij Semenov Serhij Sednev Artem Pryma Andrij Deryzemlja           | 0 00 00 03 01 02 01 02                 | +2.26,8   |
| 9     | Tjeckien  | Michal Šlesingr Zdeněk Vítek Jaroslav Soukup Ondrej Moraveč          | 01 02 00 33 00 01 01 01                | +2.48,2   |
| 10    | USA       | Lowell Bailey Jay Hakkinen Tim Burke Leif Nordgren                   | 0 01 03 03 02 02 00 03                 | +3.06,1   |